# VC Franken
Der VC Franken ist ein ehemaliger Volleyball-Verein, dessen erste Männer-Mannschaft unter dem Namen Eschenbacher Volleys Bamberg in der Saison 2009/10 in der Bundesliga spielte. Der Verein wurde 2009 neu gegründet, nachdem der Bundesligist SG Eltmann den Spielbetrieb einstellen musste.
Als Unterbau für den VC Franken diente die VG Bamberg, in der neben dem VC Franken die Volleyballabteilungen dreier weiterer Vereine zusammengeschlossen sind. Die VG Bamberg stellte zwei weitere Männer-Mannschaften (Landesliga & Kreisliga), fünf Frauen-Mannschaften (Landesliga, Bezirksklasse, Kreisliga) sowie mehrere Jugendmannschaften.

## Bundesliga
Der neue Verein übernahm den Platz der SG Eltmann in der Bundesliga.
Auf Grund finanzieller Schwierigkeiten wurde dem VC Franken am 22. März 2010 durch die Deutsche Volleyball Liga die Lizenz entzogen. Damit stand der Verein als erster Absteiger der Saison 2009/10 fest. Rein sportlich gesehen beendete die Mannschaft die Saison auf Platz 5, aufgrund von Unregelmäßigkeiten im Lizenzierungsverfahren wurden jedoch zwei Punkte abgezogen, so dass der VC Franken in der Tabelle auf Platz 6 geführt wurde. Mangels Masse wurde auch kein Insolvenzverfahren gegen den Verein eröffnet.
Am 29. März 2010 wurde die Bundesliga-Lizenz auf den neu gegründeten Verein Franken Volleys Bamberg e.V. übertragen. Gleichzeitig ging damit das Spielrecht aller für den VC Franken spielenden Mannschaften auf die Franken Volleys über, die allerdings bereits im Mai 2010 auf den Zweitliga-Startplatz verzichteten.

## Spielstätte
Die Spiele fanden in der Jako-Arena in Bamberg statt, in der auch der Basketball-Bundesligist Brose Baskets beheimatet ist.